# Friedrich Karl von Langenau
Friedrich Karl Gustav svobodný pán von Langenau (7. listopadu 1782 Drážďany – 4. července 1840 Štýrský Hradec) byl německý šlechtic a rakouský generál. Původně sloužil v saské armádě, v roce 1813 přešel do rakouských služeb a vyznamenal se v závěrečné fázi napoleonských válek (bitva u Drážďan, bitva u Lipska). V roce 1827 byl povýšen do hodnosti polního podmaršála a získal titul barona. Svou kariéru završil jako vrchní velitel v Haliči (1835–1839) a rakouských zemích (1839–1840).

## Životopis

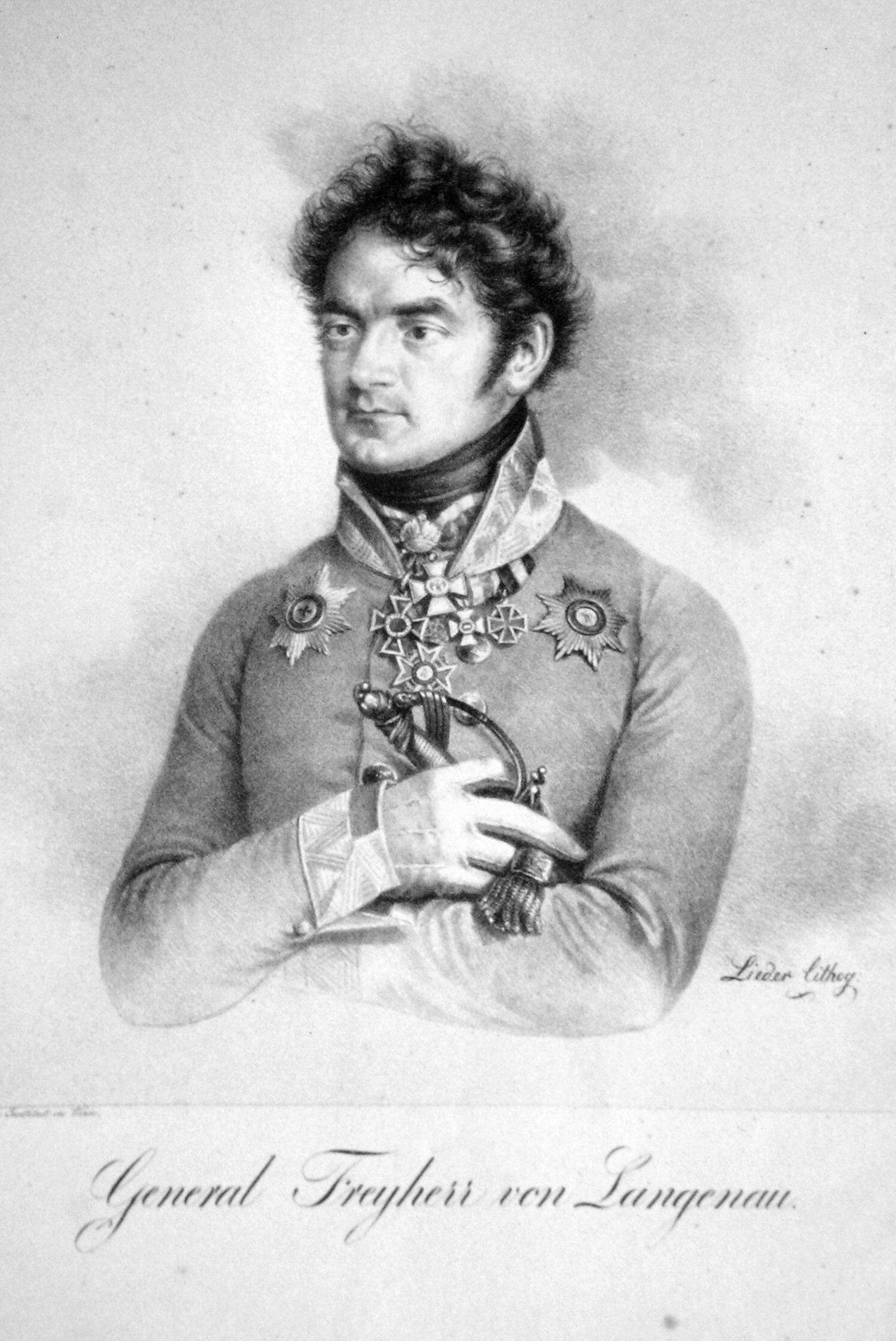
Portrét Friedricha Karla von Langenau (litografie, cca 1830)

Pocházel z německé šlechtické rodiny s vojenskou tradicí, byl synem saského generálporučíka Gottloba Bernarda von Langenau. Již ve třinácti letech vstoupil do saské armády a zúčastnil se válek proti revoluční Francii, následně pak bojoval v napoleonských válkách. V saské armádě dosáhl v roce 1811 hodnosti generálmajora a v tažení Napoleona a jeho spojenců do Ruska byl náčelníkem štábu 7. saského armádního sboru. Operoval v součinnosti s Karlem Schwarzenbergem, v roce 1812 byl jmenován generálním pobočníkem saského krále Fridricha Augusta I. a získal francouzský Řád čestné legie. Po Napoleonově porážce v Rusku vyjednával v Praze novou alianci Rakouska se Saskem, saský král se ale rozhodl setrvat ve spojenectví s Napoleonem. S tím Langenau nesouhlasil a v roce 1813 přešel do služeb Rakouského císařství, ještě téhož roku byl vyznamenám Leopoldovým řádem a v rakouské armádě mu byla potvrzena hodnost generálmajora.

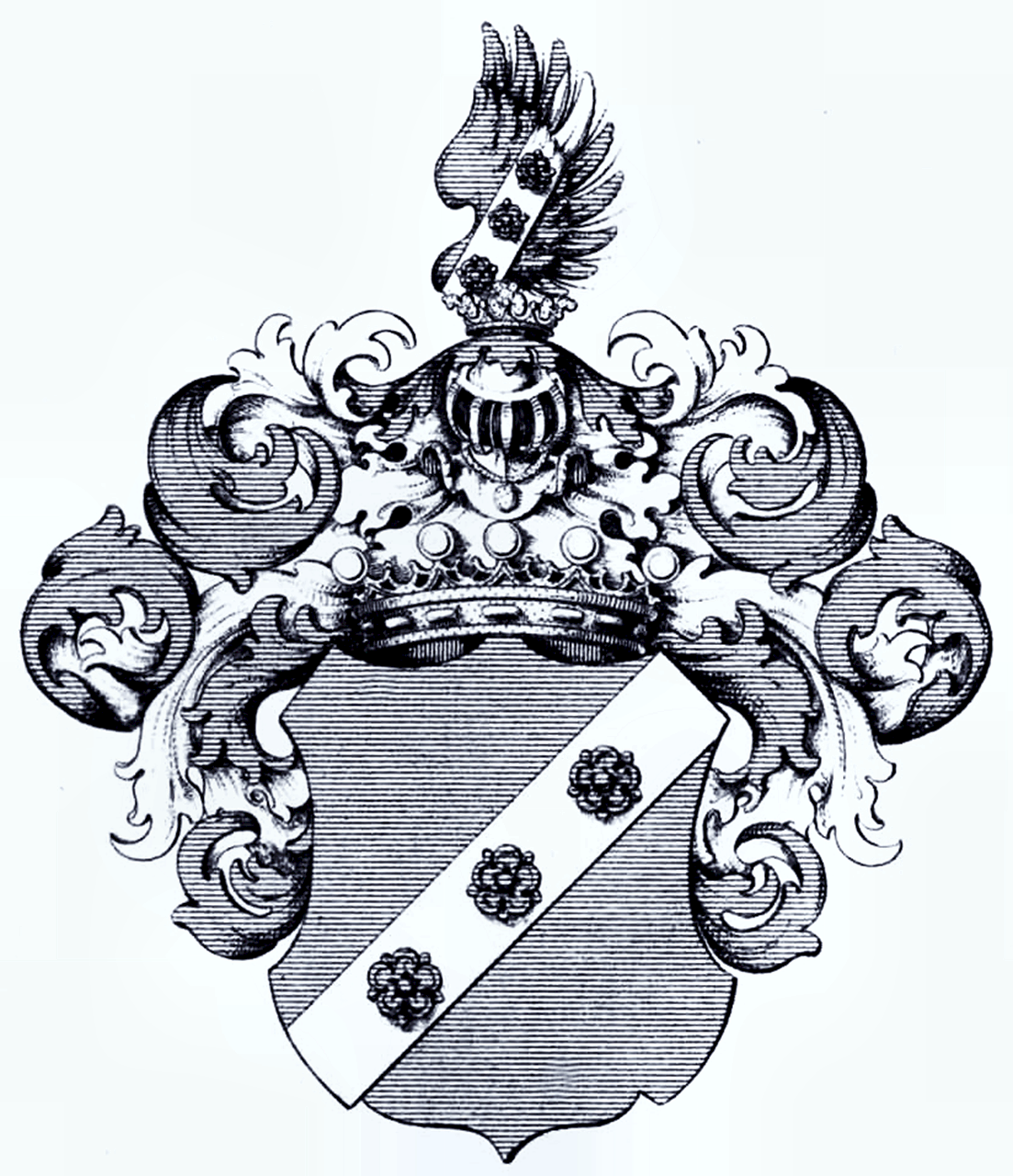
Erb rodu von Langenau při povýšení do stavu svobodných pánů (1827)

V letech 1813–1814 bojoval v dalších bitvách proti Napoleonovi, převážně jako velitel dělostřelectva, mimo jiné byl účastníkem bitvy u Drážďan a u Lipska. Všeobecné uznání představitelů protifrancouzské koalice získal jako generální ubytovatel Schwarzenbergovy armády lokalizované v Čechách a později na Rýně. V roce 1813 obdržel za zásluhy ruský Řád sv. Anny a v roce 1815 získal rakouský Řád Marie Terezie. Po napoleonských válkách působil několik let jako velitel v Linzi, poté byl v letech 1818–1829 vojensko-diplomatickým zástupcem u spolkového sněmu ve Frankfurtu. V roce 1827 byl povýšen do stavu svobodných pánů (Freiherr) a v armádě dosáhl hodnosti polního podmaršála (1827). Od roku 1832 byl zástupcem velitele v Haliči a v roce 1833 byl jmenován c. k. tajným radou. V letech 1835–1839 byl vrchním velitelem v Haličském království. Nakonec byl v srpnu 1839 jmenován vrchním velitelem pro rakouské země, ale již o necelý rok později zemřel ve Štýrském Hradci.
Jeho syn Ferdinand von Langenau (1818–1881) původně sloužil v armádě, ale po vážném zranění v roce 1848 přešel do diplomatických služeb, později byl dlouholetým rakouským vyslancem v Nizozemí (1859–1871) a rakousko-uherským velvyslancem v Rusku (1871–1880). Dcera Marie (1811–1880) se provdala za rakouského generála Karla von Mertense (1803–1874).

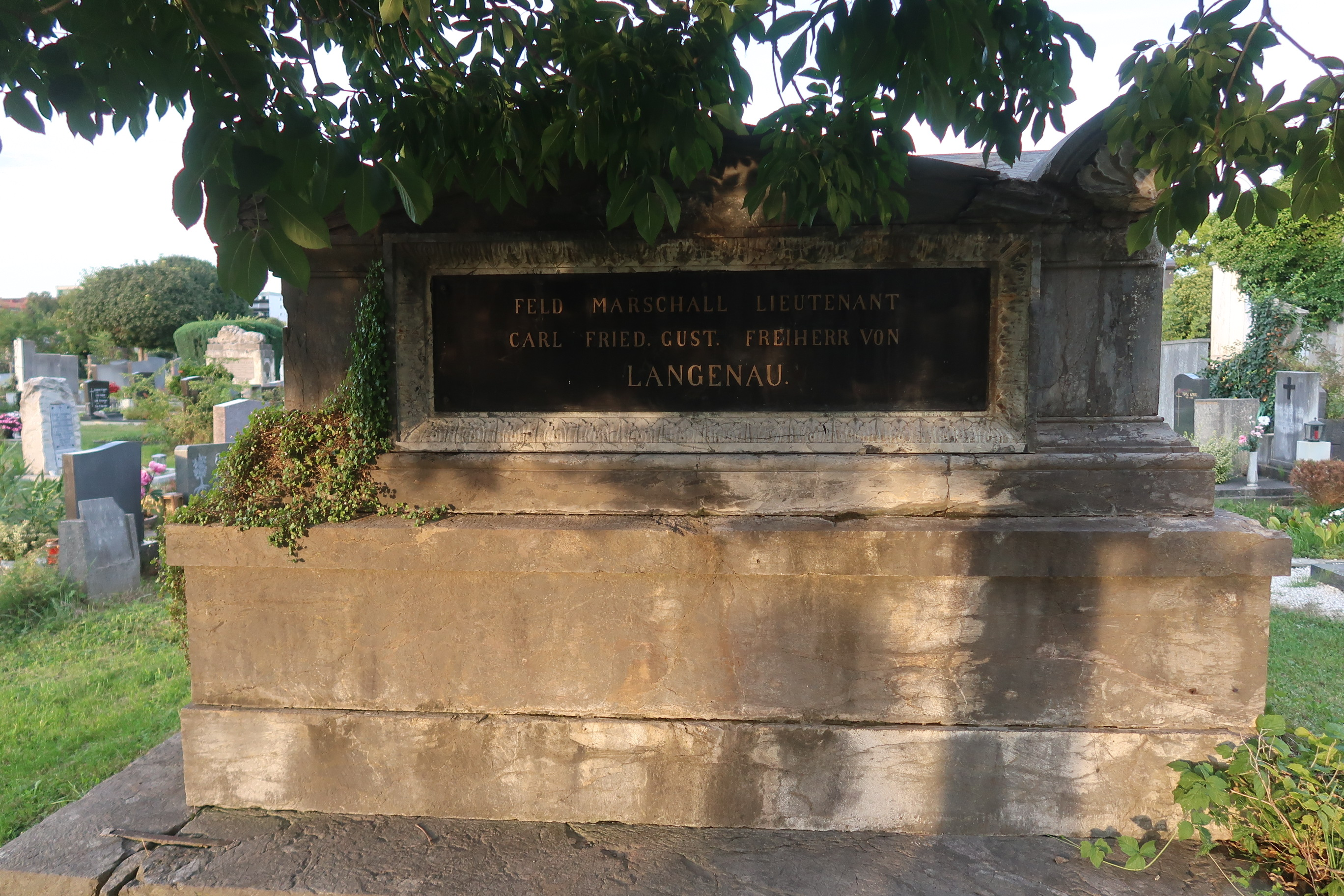
Hrobka Friedricha von Langenau na hřbitově St Peter ve Štýrském Hradci